# Assassinat de Sergueï Kirov
 (août 2024).
Si vous disposez d'ouvrages ou d'articles de référence ou si vous connaissez des sites web de qualité traitant du thème abordé ici, merci de compléter l'article en donnant les références utiles à sa vérifiabilité et en les liant à la section « Notes et références ».
L'assassinat de Sergueï Kirov est survenu le 1er décembre 1934 au bâtiment Smolny, à Léningrad, en URSS.
Sergueï Mironovitch Kirov était chef de l'organisation du parti de Leningrad, membre du Politburo, Orgburo et secrétaire du Comité central du Parti communiste des bolcheviks de toute l'Union. Il a été assassiné par Leonid Nikolajev.

## Déroulement

### Assassinat

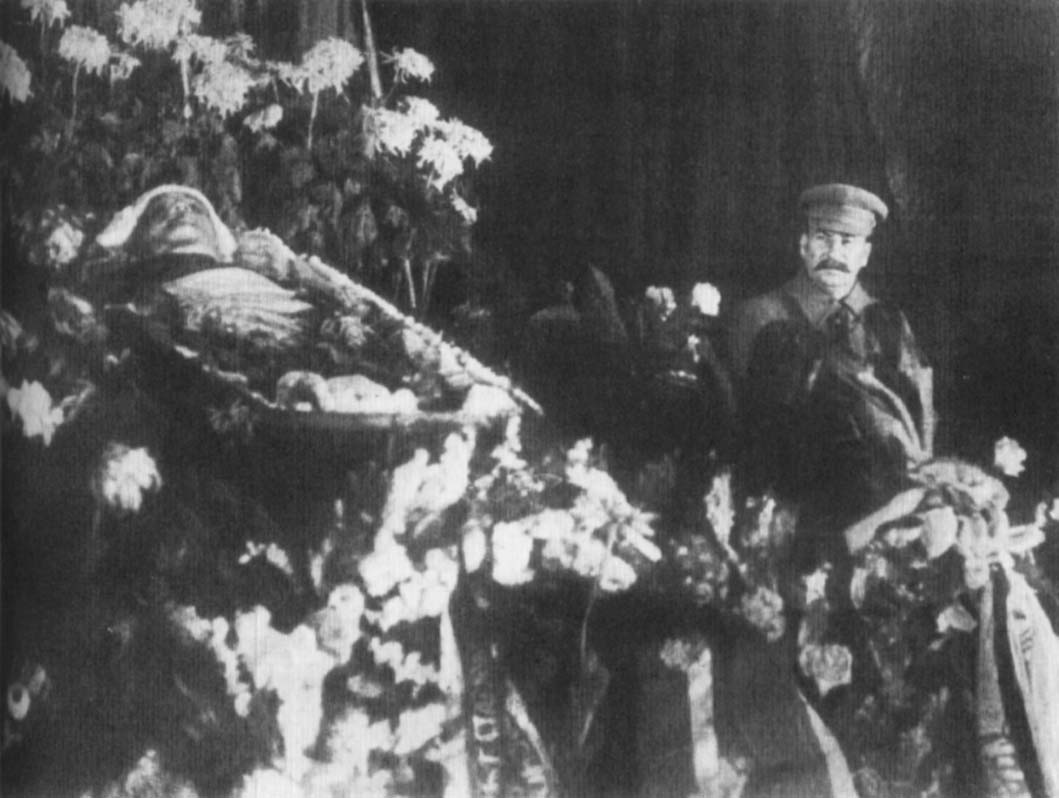
Sergueï Kirov dans un cercueil.

Nikolaev prévoyait de faire la première tentative d'assassinat de Kirov le 15 octobre 1934. Ce jour-là, il fut arrêté par des gardes près de la maison de Kirov sur Kamennoostrovski Prospekt, mais fut libéré sur présentation d'une carte de parti et d'un permis d'arme.
Le 1er décembre 1934, vers 16 h 30, Nikolaev tendit une embuscade à Kirov près de son bureau dans le couloir du troisième étage du Smolny et lui tira dans la tête avec un revolver. Le tueur tenta de se suicider en se tirant une balle dans la tête, mais se rata et perdit connaissance. Il fut interpellé sur les lieux du crime en état de choc et conduit à l'hôpital psychiatrique n°2, où, après les procédures nécessaires, il reprit ses esprits vers 21 h.

### Enquête, procès et exécution
Une affaire pénale fut ouverte contre Nikolaev et ses connaissances du NKVD pour participation à une organisation clandestine de Zinoviev dirigée par le Centre de Leningrad. Les dirigeants du NKVD Guenrikh Iagoda et ses adjoints ont tenté de saboter « en douceur » la version que leur imposait Staline sur l'implication dans l'assassinat de Kirov d'anciens opposants : Zinoviev, Kamenev et leurs partisans. Cependant, Nikolaï Iejov, au grand dam des tchékistes, a orienté l'enquête dans la « bonne » direction. Iejov lui-même la rappela lors du plénum de février-mars 1937 : « [...] Le camarade Staline, si je m'en souviens maintenant, m'a appelé ainsi que Kosarev et a dit : "Recherchez des meurtriers parmi les Zinovievites". Je dois dire que les tchékistes n'y croyaient pas et, au cas où, ils se sont assurés ailleurs sur une ligne différente, sur une ligne étrangère, peut-être que quelque chose apparaîtra là-bas [...] »
Les 28 et 29 décembre 1934 à Leningrad, la session de visite du Collège militaire de la Cour suprême de l'URSS, présidée par Vassili Oulrikh, examina le cas de Nikolaev et de 13 autres accusés (Antonov, Zvezdov, Iouskine, Sokolov, Kotolynov, Chatski, Tolmazov, Miasnikov, Khanik, Levine, Soskitski, Rumiantsev et Mandelstam). La plupart des accusés plaidèrent non coupable. Nikolaev ne confirma ses aveux qu'après qu'Oulrikh l'eut interrogé en l'absence des autres accusés. À 5 h 45, le 29 décembre 1934, la condamnation à mort fut annoncée à Nikolaev et tous les autres. Ils furent fusillés une heure plus tard. Selon l'histoire de l'escorte, après avoir entendu le verdict, Nikolaev cria : « Trompé ! »

### Nouvelles représailles
Milda Draule, l'épouse de Nikolaev, fut d'abord expulsée du parti après l'assassinat de Kirov. Le même mois, elle fut arrêtée et fusillée le 10 mars 1935. D'autres parents et connaissances de Nikolaev furent réprimés : sa mère, son frère, ses sœurs, sa cousine et les parents de sa femme.
L'historien Iouri Joukov fit valoir qu'en plus du tueur direct, les accusés étaient des parents proches et éloignés de Nikolaev. La sœur de Draule et son mari, R. Koulicher, furent également abattus. Lors de cinq procès, 17 personnes furent condamnées à mort par peloton d'exécution, 76 personnes à l'emprisonnement et 30 personnes à l'exil. 988 personnes furent expulsées, dont d'anciens opposants du groupe Zinoviev. Plus tard, environ 12 000 « éléments socialement étrangers » furent réprimés, à savoir d'anciens nobles, sénateurs, généraux et membres de l'intelligentsia.

## Version du meurtre
Comme le note l'historien O. Khlevniouk, Kirov était un allié fidèle de Staline et a été victime d'une tentative d'assassinat par un seul homme, Leonid Nikolaev. Cependant, sous Khrouchtchev, une version est apparue selon laquelle Kirov s'opposait à Staline à la tête d'une certaine opposition, qui serait la raison de sa mort sur les ordres de Staline. Mais un certain nombre de commissions qui ont examiné cette affaire et recherché les preuves d'un complot n'ont trouvé aucune preuve directe. En 1961, Khrouchtchev a reçu une lettre de l'escorte d'une cellule spéciale du collège militaire qui déclarait que Nikolaev avait calomnié le reste des accusés dans l'enquête.

### Version de l'implication de Staline
Nikita Khrouchtchev, dans ses mémoires, a affirmé que l'assassinat de Kirov avait été organisé par Staline et le NKVD de l'URSS. Après le XXe Congrès du parti communiste de l'Union soviétique, à l'initiative de Khrouchtchev, une Commission spéciale du Comité central du parti communiste de l'Union soviétique dirigée par Nikolaï Chvernik avec la participation de la chef du parti Olga Chatounovskaïa (en) a été créée pour enquêter sur la question. Les documents de la commission n'ont pas été publiés pendant la période de Khrouchtchev, qui a dit à Chatounovskaïa que les résultats seraient publiés dans 15 ans. Viatcheslav Molotov en 1979 a affirmé que la commission avait établi que Staline n'était pas impliqué dans le meurtre, et Khrouchtchev a refusé de publier des documents qui lui étaient défavorables. Par la suite, Chatounovskaïa s'est dite convaincue que les documents compromettant Staline avaient été saisis. Dans sa lettre à Alexandre Nikolaïevitch Iakovlev datée du 13 juin 1989, elle a énuméré les documents spécifiques qu'elle a vus et qui ont disparu de l'affaire.
En 1990, au cours d'une enquête menée par l'équipe de poursuite et d'enquête du bureau du procureur de l'URSS, du bureau du procureur militaire en chef et du comité de sécurité de l'État de l'URSS, ainsi que des employés du comité de contrôle du parti relevant du comité central du parti communiste de l'Union soviétique, il a été conclu que l'implication du NKVD et de Staline personnellement n'a pas été trouvée. Dans une note de la Commission centrale de contrôle du Parti communiste de la RSFSR, qui a vérifié la déclaration de Chatounovskaïa, il a été déclaré que les enquêteurs du NKVD « ont artificiellement lié Nikolaev à d'anciens membres de l'opposition Zinoviev Kotolynov, Rumiantsev, Tolmazov et d'autres (13 personnes au total), des dossiers criminels falsifiés » d'un grand groupe de citoyens qui ont ensuite été abattus.
Malgré cette décision du bureau du procureur, la littérature exprime souvent des points de vue sur l'implication de Staline dans le meurtre de Kirov (et aussi, en variante, que Nikolaev a subjectivement agi seul selon ses propres intentions, mais Staline les a découverts et a permis au meurtre d'avoir lieu).